# Marasmius meridionalis
Marasmius meridionalis är en svampart som beskrevs av E. Horak & Desjardin 1994. Marasmius meridionalis ingår i släktet Marasmius och familjen Marasmiaceae.   Inga underarter finns listade i Catalogue of Life.